# Набэсима Киёфуса
Набэсима Киёфуса (яп. 鍋島 清房, 1513 — после 1584) — японский военачальник периодов Сэнгоку и Адзути-Момояма, вассал рода Рюдзодзи.

## Биография
Родился в 1513 году в семье Набэсимы Киёхисы.
С раннего возраста служил Рюдзодзи Иэканэ и играл активную роль старшего вассала Иэканэ вместе со своим отцом Киёхисой и старшим братом Киёясу. В 1530 году в битве при Тадэнаватэ он вместе со своим отцом и Нодой Киётакой возглавил отряд Сягума и способствовал разгрому рода Оути. Благодаря своим достижениям Киёфусе было позволено стать зятем Рюдзодзи Иэсуми, старшего сына Иэканэ. Доверие Иэканэ было крайне сильным, в частности когда Рюдзодзи Иэканэ, будучи преследуем Бабой Ёритикой, бежал к Камати Акимори в провинцию Тикуго, где позже собрал армию, а в это время Киёфуса спровоцировал восстание, чтобы род Сёни не смог помочь Ёритике.
В 1548 году Рюдзодзи Таканобу вернулся из монашества и стал главой семьи Рюдзодзи, но Киёфуса не одобрил это наследование и после некоторых колебаний стал его опекуном. 11 августа того же года умерла жена Набэсимы, Какэй, дочь Рюдзодзи Иэсуми, а в 1556 году Киёфуса женился на Кэйгин-ни, дочери Рюдзодзи Танэкадзу и вдове Рюдзодзи Тикаиэ.
В 1552 году Набэсима Киёфуса основал храм Кодэн-дзи, ставший семейным храмом рода Набэсима.
Позже Киёфуса передал главенство семьи своему сыну Набэсиме Наосигэ и ушёл на покой. Во время битвы при Окитанаватэ в 1584 году он защищал замок Муранака и был рад узнать, что его сын Наосигэ выжил.